# François-Saturnin Lascaris d'Urfé
Pour les autres membres de la famille, voir Famille d'Urfé.
Pour les articles homonymes, voir Lascaris (homonymie).
François-Saturnin Lascaris d'Urfé (1644 - 30 juin 1701) est un sulpicien français. Il est connu pour avoir fondé la paroisse de Baie-D'Urfé sur l'île de Montréal.
Prêtre de Saint-Sulpice, né à Baugé, il vint en Canada en 1668. Frère de Louis Lascaris d'Urfé, comte de Sommariva, il fut marquis de Beauzé, puis prêtre, abbé d'Uzerche en 1695-1701, et doyen de la cathédrale Notre-Dame du Puy-en-Velay. 
Après dix-neuf années de résidence au Canada, il rentra à Paris en 1687 Il meurt le 30 juin 1701
à Baugé, aujourd'hui Bâgé-le-Chatel (01).